# Barinas (comune)
Barinas è un comune del Venezuela situato nello stato del Barinas.
Il capoluogo del comune è la città di Barinas.